# 열정 (1982년 영화)
열정(Passion)은 스위스에서 제작된 장 뤽 고다르 감독의 1982년 영화이다. 이자벨 위페르 등이 주연으로 출연하였고 아만드 바볼트 등이 제작에 참여하였다.

## 출연

### 주연
- 이자벨 위페르
- 한나 쉬굴라

### 조연
- 미첼 피콜리
- 제르지 라지빌로비츠
- 라스즐로 스자보
- 장-프랑수아 스떼브낭
- Serge Desarnanos
- 아그네스 밴펄비

## 제작진
- 미술: Serge Marzolff
- 의상: Rosalie Varda